# Efe-Kaan Sihlaroğlu
Efe-Kaan Sihlaroğlu (* 8. Juli 2005 in Mannheim) ist ein türkisch-deutscher Fußballspieler. Der zentrale Mittelfeldspieler spielt seit seiner Kindheit beim Karlsruher SC und ist der zweitjüngste Spieler, der in der 2. Bundesliga eingesetzt wurde.

## Karriere

### Im Verein
Sihlaroğlu spielt seit den D2-Junioren (U12) im Nachwuchsleistungszentrum des Karlsruher SC. Zur Saison 2021/22 rückte der zentrale Mittelfeldspieler zu den B1-Junioren (U17) auf, die in der B-Junioren-Bundesliga spielen, und wurde Mannschaftskapitän. Während der Länderspielpause im September 2021 kam er unter dem Cheftrainer Christian Eichner für die Profimannschaft in einem Testspiel gegen den Bundesligisten 1. FSV Mainz 05 zum Einsatz. Ende Oktober 2021 verlängerte Sihlaroğlu seinen Vertrag bis zum 30. Juni 2026. Nach 10 Einsätzen in der B-Junioren-Bundesliga debütierte er am 27. November 2021 in der 2. Bundesliga, als er bei einem 4:0-Sieg gegen Hannover 96 kurz vor dem Spielende eingewechselt wurde. Sihlaroğlu löste damit im Alter von 16 Jahren und 142 Tagen Philipp Sonn (16 Jahre und 322 Tage im Juli 2021) als jüngster Spieler in der Geschichte der 2. Bundesliga ab. Weitere Profieinsätze wurden zunächst durch einen Kreuzbandriss im rechten Knie verhindert, den Sihlaroğlu sich bei der Nationalmannschaft im August 2022 zugezogen hatte. Nachdem diese Verletzung ausgeheilt war, riss er sich im Sommertrainingslager 2023 mit dem Verein in Österreich auch das linke Kreuzband. Im Juni 2024 riss sich Sihlaroğlu im Reha-Training zum dritten Mal das Kreuzband.

### In der Nationalmannschaft
Im Februar 2022 debütierte Sihlaroğlu in der türkischen U17-Nationalmannschaft. Mit der Mannschaft nahm er im Mai desselben Jahres an der U17-Europameisterschaft teil, bei der das Team in der Gruppenphase ausschied.

## Privates
Er hat zwei Geschwister und geht auf das Ludwig-Frank-Gymnasium in Mannheim. Neben der deutschen besitzt er auch die türkische Staatsbürgerschaft.